# 오스트리아-튀르크 전쟁 (1526년~1568년)
오스트리아-튀르크 전쟁 (1526년-1552년)은 합스부르크 군주국과 오스만 제국 사이에서 벌어진 전쟁이다.

## 서막
1366년에서 1526년까지 헝가리 왕국이 오스만 제국의 진격을 막아내고 있었기 때문에 1526년 이전, 합스부르크가는 오스만 제국과 직접적인 접전을 벌이지 않았다.
그러나 1526년, 오스만 제국은 모하치 전투에서 야기에우오 왕조의 마지막 왕인 로요슈 2세가 이끄는 헝가리군을 상대로 결정적인 승리를 거둔다. 모하치 전투의 패배로 헝가리 왕국의 독립은 끝이 난다. 오스만군은 부더에 입성했고 주변지역을 약탈했다. 하지만 이후 그곳에서 철수했다. 헝가리는 권력 공백 상태에 놓이게 된다.
헝가리 귀족들은 트란실바니아 보이보드 서포여이 야노시(János Szapolyai, 1487-1540)를 헝가리 왕으로 추대했다. 그러나 야기에우워 왕가와 합스부르크는 1515년 이후 결혼으로 연계되어 있었다. 따라서 페르디난트 1세(Ferdinand I, 1503-1564)는 헝가리의 성관(Holy Crown of Hungary)를 요구할 수 있었다.
보헤미아, 실레지아, 모라바, 크로아티아 일부는 합스부르크 가문의 통치 하에 있었다. 이듬해 페르디난트는 왕위를 요구하며 헝가리를 침입했다.

## 1527-1528년 전역
처음에 페르디난트 1세의 헝가리 전역은 성공을 거두었다. 죄르, 코마롬, 에스테르곰, 부더, 세케슈페헤르바르를 점령했으며 몇몇 전투에서 사포야이를 격파했다. 사포야이는 도움을 요청하기 위해 폴란드로 도망쳤다. 폴란드 왕 지그문트 1세(Zygmunt I, 1467-1548)는 도움 요청을 거절했다. 사포야이는 오스만 술탄인 슐레이만 대제(Suleiman the Magnificent, 1494-1566)를 찾아갔다. 사포야이는 도움을 주면 오스만의 봉신이 되겠다고 약속했다.
슐레이만은 몰다비아의 보이보드(voivod) 페트루 라레쉬(Petru Rareş, 1487-1546)를 트란실바니아로 파견했다. 페트루 라레쉬는 페르디난트를 펠디오아라 전투(Battle of Feldioara)에서 격파했다. 이후 헝가리는 로얄 헝가리(Royal Hungary)와 오스만 제국령 헝가리로 나뉘게 된다.

## 1529년 전역
1529년 봄, 술레이만은 헝가리 통치를 공고히 하고 새로운 국경에 접하면서 발생한 위협에 대처하기 위해 대규모 병력을 오스만 제국령 불가리아에 집결시켰다. 8월 18일, 슐레이만의 군대는 사포야이의 기병을 맞이하기 위해 모하치 평원에 도착했다. 사포야이는 슐레이만에게 충성을 맹세했고 1526년 9월 8일 함락당한 부다를 포함해 1526년 이후 오스트리아에게 빼앗긴 몇몇 요새들을 재탈환하는데 도움을 준다. 9월 27일, 오스만군은 빈에 도착했다.
10월 14일, 이틀 뒤에 마지막 빈에 대한 총공격이 실패하자, 오스만군은 때 아닌 폭설을 맞으며 오스만 제국령 헝가리로 철수했다. 오스만군은 철수 중에 재해를 만나 많은 물품과 대포가 버려졌고, 건강이 안좋은 많은 포로를 남겼다.

## 1530-1532년 전역
이 전역은 1527-1528년 전역과 유사하다.
1530-1531년, 오스트리아군은 헝가리내 몇몇 도시들을 재탈환했다. 전투는 오스만군 없이 사포야이 단독으로 치러졌다. 1532년, 슐레이만은 120,000명을 이끌고 2번째로 빈을 포위하기 위해 진군했다. 그러나 700명에 불과한 쾨세그 방어군과 이들을 지휘하는 크로아티아의 지휘관 니콜라 주리직(Nikola Jurišić)은 저항을 계속했다. 8월, 쾨세그는 함락되었지만 시간을 너무 많이 허비한 오스만군은 철수했다.
이듬해 콘스탄티노플 조약(Treaty of Constantinople, 1533)이 체결된다.

## 1537-1538년 전역
1537년, 오스트리아군은 헝가리를 점령하기 위해 침입하지만 다코보 전투(Battle of Đakovo)에서 재앙으로 끝나고, 새로운 나기바라드 조약(Treaty of Nagyvárad, 1538)이 1538년에 체결된다.

## 1540-1547년 전역
1540년 야노슈 사포야이 사후 그의 영토는 페르디난트가 아닌 사포야이의 어린 아들인 야노슈 지그몬드(János Zsigmond, 1540-1571)에게 상속되었다. 조약을 이끌어내기 위해 오스트리아군은 부다로 진격했다. 하지만 1541년, 오스트리아군은 부다 공방전(Siege of Buda)에서 오스만군에게 패배한다. 1543년 4월, 슐레이만은 헝가리에 대한 새로운 전역을 시작했다. 오스만군은 브란(Bran)과 몇몇 요새들을 점령했고 이로써 헝가리 대부분이 오스만 지배하에 놓이게 되었다. 1543년 8월, 오스만군은 에스테르곰 공방전(Siege of Esztergom)에서 승리했다. 이어 1543년 9월에는 헝가리 왕의 대관식이 거행되는 곳인 세케슈페헤르바르를 점령했다. 오스만군은 전역 중 부다의 방어를 위해 시클로스(Siklós), 세게드를 점령했다. 1547년, 에디르네 조약 (1547년)(Treaty of Edirne)이 체결되었고 합스부르크령 헝가리의 국경선은 약간 뒤로 이동했다.

## 1550-1552년 전역
1550년, 트란실바니아의 실질적 지배자인 마르티누지(George Martinuzzi, 1482-1551)는 오스트리아와 오스만을 헝가리에서 쫓아내기 위한 협정을 맺었다. 전역 초기에 동맹군은 성공을 거두었지만 이후 더 많은 패배를 겪는다. 1551년 12월, 마르티누지가 오스만 제국에 대한 조공을 다시 시작하자 페르디난트는 그를 암살했다.
전쟁은 합스부르크군이 에게르 공방전(Siege of Eger)에서 중요한 상징적 승리를 거둔 뒤 끝이 났다.

## 결과
오스만 제국은 1699년까지 헝가리 대부분을 점령했다. 동(東)헝가리(트란실바니아)는 오스만 제국의 봉신이 되었다. 오스만군의 빈 포위는 실패로 끝났다.
오스트리아는 헝가리에서의 영향력을 확대하기 위한 시도를 했지만 실패했고 국경선은 좀 더 뒤로 이동하게 된다.

## 같이 보기
- 군정국경지대